# Dr. Who y los Daleks
Dr. Who y los Daleks (Dr. Who and the Daleks) (1965) fue la primera de dos adaptaciones cinematográficas libres de la serie Doctor Who a cargo de Amicus Productions en los años sesenta. La siguió Daleks - Invasion Earth: 2150 A.D. Está protagonizada por Peter Cushing como El Doctor, Roberta Tovey como Susan, Jennie Linden como Barbara y Roy Castle como Ian.
Está basada en el segundo serial de la serie Doctor Who, The Daleks. Rodada en Technicolor, es la primera historia relacionada con Doctor Who hecha en color y en panorámico. La serie siguió siendo en blanco y negro hasta 1969 y no se hizo en panorámico hasta 2005.
La película no se hizo para formar parte de la continuidad de la serie de televisión. Aun así, se usaron elementos del programa como varios personajes, los Daleks y una máquina del tiempo con forma de cabina de policía, pero todo ello de forma completamente reinventada.

## Argumento
El Dr. Who y sus nietas Susan y Barbara le enseñan al novio de Barbara, Ian, la última invención del Doctor, una máquina del tiempo llamada TARDIS. Cuando Ian activa sin querer la máquina, les transporta a una jungla petrificada en un planeta devastado por una antigua guerra nuclear, entre los Daleks y los Thals. (Aunque en la película no se dice el nombre del planeta, en su secuela se le llama retroactivamente Skaro, igual que en la serie de televisión). Al final de la guerra, los Daleks fuertemente mutados por la radiación, se encapsularon en máquinas protectoras y se retiraron a su ciudad. Los Thals humanoides sobrevivieron a la extinción mediante el uso de una droga antirradiación y se convirtieron en una raza pacífica de granjeros. Las cosechas, sin embargo, han empezado a escasear, y han viajado a la jungla petrificada para pedir ayuda a sus antiguos enemigos. Los Daleks, aunque están decididos en convertirse en la raza dominante del planeta, no pueden abandonar la ciudad por su vulnerabilidad a la radiación y su dependencia a la electricidad estática para dar energía a sus cápsulas protectoras.
A Ian y Barbara les inquieta la jungla y exigen volver a Londres, pero el Doctor, deseoso de investigar la ciudad, finge una avería en uno de los enlaces de fluido vitales de la TARDIS para hacerles quedarse en el planeta. El grupo decide registrar la ciudad para encontrar el mercurio que necesitan para rellenar el enlace, encontrándose con una caja de drogas de los Thals al salir de la TARDIS sin recogerla. En la ciudad, el Doctor, al leer un contador Geiger, se da cuenta de la radiación del planeta, y viendo que todos comienzan a sentirse mal, deducen que están desarrollando envenenamiento radioactivo. De repente, los Daleks aparecen y capturan a los viajeros, encerrándoles en una celda y apoderándose del enlace de fluido del Doctor para investigarlo.
Los Daleks saben de la droga de los Thals y quieren reproducirla a gran escala para poder abandonar la ciudad y exterminarlos. Ofrecen dejar a los humanos usar algo de la droga para curar su enfermedad si les traen a la ciudad los frascos que había fuera de la TARDIS. Mientras lleva a cabo esta tarea, Susan se encuentra con Alydon, el líder de los Thals, que dejó los frascos. Alydon le da a Susan una caja de drogas suplementaria para que las utilicen en caso de que los Daleks olviden su promesa, y también le deja su capa de plástico.
Al regreso de Susan a la ciudad, los Daleks descubren su suministro secreto de drogas pero permiten a los humanos tratarse ellos mismos con él. Después llaman a Susan para que escriba una carta a los Thals, informándoles de que desean acabar las hostilidades de posguerra y que dejarán comida en su sala de control como acto de amistad. Los aventureros descubren que cuando los Thals lleguen, los Daleks planean emboscarlos y exterminarlos.
Cuando un Dalek llega a la celda para traer comida y agua, el Doctor y sus acompañantes le inmovilizan con la capa de Susan, aislándole del suelo cargado con electricidad estática. Ian toma el lugar de la criatura del interior de la cápsula y notifica a otro Dalek que se lleva al Doctor, Barbara y Susan a la sala de control para interrogarlos. Ya libres, los viajeros gritan una advertencia a los Thals que están entrando a la ciudad, y escapan con ellos a la jungla, pero no antes de que un anciano, Temmosus, sea asesinado por los Daleks.
Más tarde, los Daleks prueban la droga de los Thals en unos cuantos de ellos, pero descubren que para ellos tienen desastrosos efectos secundarios. Sin forma de dejar la ciudad, deciden detonar una bomba de neutrones para incrementar la radiación en Skaro a un nivel al que ni siquiera los Thals puedan sobrevivir.
En el campamento de los Thals, el Doctor urge a Alydon a que luche contra los Daleks para asegurar el futuro a su especie. Alydon insiste en que los Thals son pacifistas, pero el Doctor pone a prueba esta afirmación ordenando a Ian que lleve a Dyoni, el amor de Alydon, a los Daleks a cambio del enlace de fluido que se llevaron. Alydon da un puñetazo a Ian, probando así a los Thals que ellos también pueden luchar por aquello que les importa. Alydon, Susan y el Doctor dirigen a la tribu a la entrada frontal de la ciudad, donde intentarán confundir los escáneres del enemigo reflejando la luz mediante pequeños espejos, para dar la impresión de que son muchos más. El plan falla cuando los Daleks aparecen y los Thals se dispersan, sin poder evitar que Susan y el Doctor sean capturados.
Mientras tanto, Ian y Barbara, guiados por los Thals Ganatus, Antodus y Elyon, buscan infiltrarse en la ciudad por la retaguardia. Mientras cruzan un pantano, Elyon es asesinado por una mutación que vive bajo el agua, y el grupo se ve obligado a saltar a través de una grieta para seguir avanzando. Antodus salta demasiado corto y queda colgado en el vacío, pero logra agarrarse a la roca y ser rescatado por los otros.
En la sala de control de la ciudad, los Daleks ignoran los ruegos del Doctor al comenzar la cuenta atrás de la bomba. Ian, Barbara, Ganatus y Antodus entran en la ciudad y se unen a Alydon y el resto de los Thals, que han regresado decididos a rescatar a Susan y el Doctor. Los Thals y los viajeros entran en la sala de control y luchan contra los Daleks mientras el Doctor grita que alguien detenga la detonación. Ian atrae la atención de los Daleks y se agacha cuando éstos abren fuego contra él. Sin querer, han destruido su propia consola de control, desactivándolos y deteniendo la cuenta regresiva. El Doctor entonces recupera el enlace de fluido de la TARDIS.
En la jungla, los Thals se despiden del Doctor y sus acompañantes y expresan su gratitud con regalos especiales. Cuando los viajeros se marchan en la TARDIS, no aparecen en Londres, sino en un campo de batalla frente a un ejército romano que avanza.

## Reparto
- Peter Cushing como Dr. Who
- Roy Castle como Ian.
- Jennie Linden como Bárbara.
- Roberta Tovey como Susan.
- Barrie Ingham como Alydon.
- Michael Coles como Ganatus.
- Yvonne Antrobus como Dyoni.
- Geoffrey Toone como Temmosus.
- John Bown como Antodus.
- Mark Petersen como Elyon.
- Ken Garady, Nicholas Head, Michael Lennox, Jack Waters, Virginia Tyler, Jane Lumb, Bruce Wells, Martin Grace, Sharon Young, Gary Wyler como los Thals
- Michelle Scott como la niña Thal.
- Bruno Castagnoli, Michael Dillon, Brian Hands, Robert Jewell, Kevin Manser, Eric McKay, Len Saunders, Gerald Taylor - como los Daleks
- David Graham, Peter Hawkins como las voces de los Daleks.

## Daleks
Los Daleks fueron rediseñados para su aparición en la película, con bases más grandes que les hacían más altos e imponentes (los Daleks televisivos apenas medían metro y medio), luces rojas en las cúpulas y algunos de ellos con una pinza metálica en lugar de su habitual "desatascador" (extremidad en forma de sopapa). También les dieron un diseño más colorido, con los Daleks normales con cúpulas, bolas y "parachoques" de color azul, y cuello de color dorado. El líder fue diseñado principalmente en negro y el segundo al mando en rojo.
Originalmente, los Daleks iban a estar armados con lanzallamas, pero se vetaron por seguridad y por miedo de que fueran demasiado terroríficos para los más pequeños. En su lugar las pistolas produjeron chorros de gas de dióxido de carbono a partir de los extintores montados en el interior. Algunos de los Daleks de fondo para escenas de multitud se hicieron de moldes de fibra de vidrio, y se pueden distinguir por la forma diferente del cuello en sus secciones intermedias.
La BBC usó tres de los Daleks de la película para el serial The Chase. Como ese serial se emitió antes del estreno de la película, ese serial fue en el que se estrenó oficialmente este nuevo diseño de Dalek.

## Publicación comercial
Esta película, su continuación y un documental titulado Dalekmanía, se publicaron el 20 de noviembre de 2001 en un triple DVD para la región 1. Un doble DVD se publicó en 2006 para la región 2. El Blu-Ray se publicó el 27 de mayo de 2013.

## Recepción
Halliwell's Film Guide describió la película como "apenas sostenida sin fuerzas, y sólo para niños indulgentes". Radio Times fue más favorable, dándole a la película 3 estrellas sobre 5, diciendo "a este spin-off le falta el punto y la inventiva que sacó adelante la serie, inyectando humor sin control al disperso escenario, y la dirección artística de baratillo parece seguir un manual de 101 formas de usar telas de plástico rosa. Sin embargo, a pesar de sus muchos fallos, sigue siendo una carrera divertida para los no iniciados y los fans antiguos por igual".